# الکسی بودولین

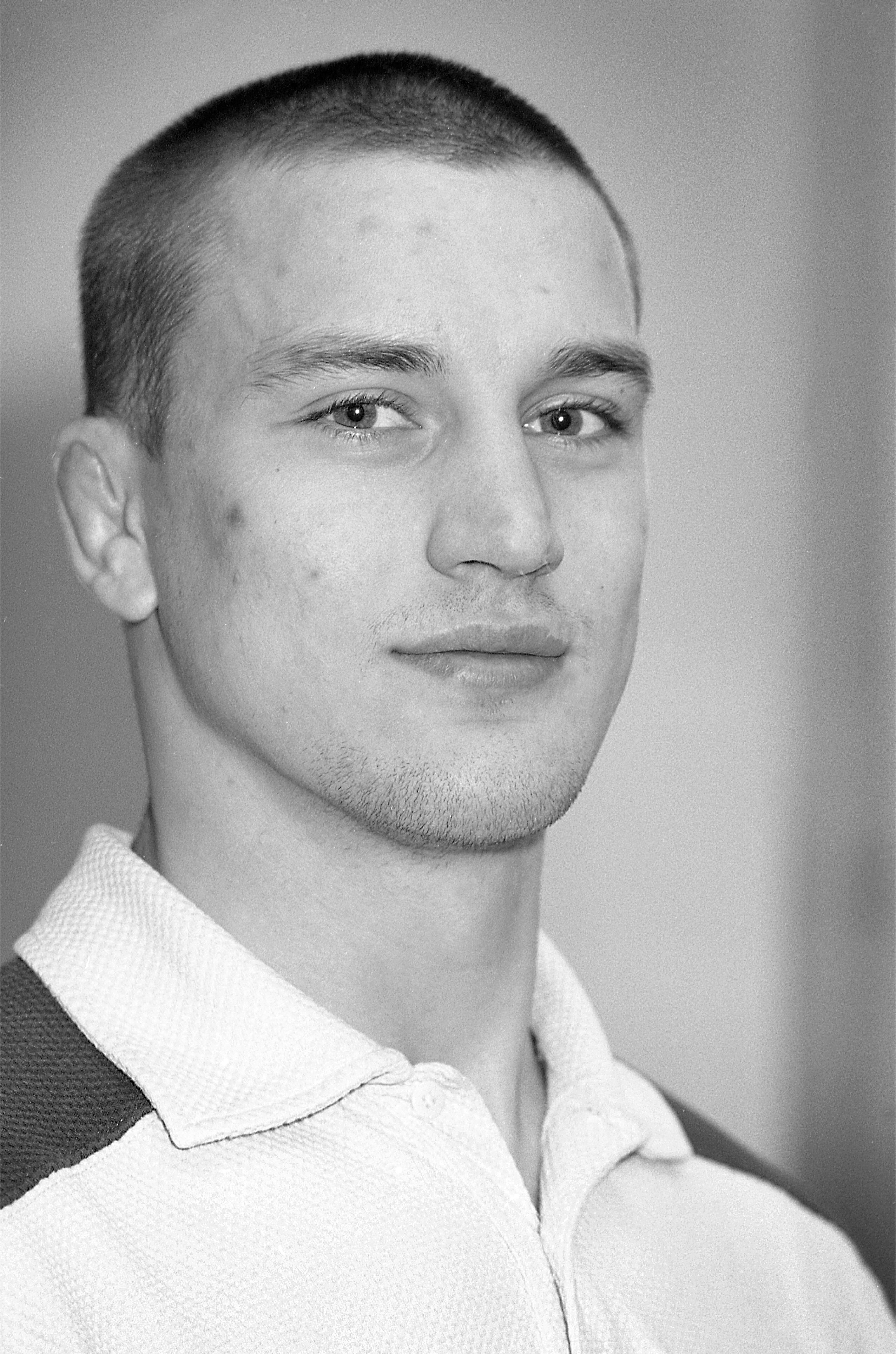
الکسی بودولین - ۱۹۹۹

الکسی بودولین (به استونیایی: Aleksei Budõlin) (زاده ۵ آوریل ۱۹۷۶ - تالین) جودوکار اهل کشور استونی است.
از افتخارات وی می‌توان به کسب مدال برنز جودو وزن -۸۱ کیلوگرم بازی‌های المپیک تابستانی ۲۰۰۰ و همچنین مدال نقره مسابقات جهانی ۲۰۰۱ و مدال برنز مسابقات جهانی ۲۰۰۳ اشاره کرد.